# Просторни план подручја посебне намене
Просторни планови подручја посебне намене (ппппн) су врста просторних планова у земљама бивше Југославије који се доносе за подручја са специфичним обележјима. У Републици Српској се ови планови називају просторни планови подручја (у односу на ову категорију планова у Србији, обухватају и категорију регионалних планова). Подручја са специфичним обележјима су слично одређена у свим државама у којима се ова врста планова израђује. То су следеће категорије подручја:
- подручја заштићене културне и природне баштине (национални паркови, паркови природе и сл.)
- значајни објекти инфраструктуре (коридори ауто-путева и железничких пруга, већи пловни канали и пристаништа, аеродроми, нафтоводи, гасоводи, објекти из енергетског система, међурегионални и регионални објекти водоснабдевања и канализације, регулациони радови за заштиту од великих вода итд.)
- подручја обимне експлоатације минералних сировина
- туристичка подручја
- подручја одређена планом вишег реда (Просторним планом републике или Регионалним планом у Србији, Просторним планом Републике Српске у Републици Српској)
- објекти или системи од националног интереса

У текстуалном делу плана, поред елемената које садрже и друге врсте просторних планова (анализу територије, циљеве плана, планска решења, правила уређења и грађења и смернице за имплементацију плана), просторни планови подручја посебне намене садрже и:
- границе целина и потцелина посебне намене и зона заштите
- положај и регионалне аспекте развоја подручја посебне намене
- намену површина посебне намене са билансима планираних намена и садржаја
- процену економске оправданости и социјалне прихватљивости планираних активности, објеката и функција посебне намене

У графичком делу плана просторни планови садрже три рефералне карте које се раде у размери 1:25 000 или 1:50.000, а изузетно у размери 1:100.000:
- правила коришћења, уређења и заштите простора за потребе посебне намене
- правила за развој и уређење мреже насеља, просторни развој и размештај инфраструктурних система, привредних делатности и јавних служби
- правила коришћења и заштите природних ресурса, заштите животне средине, заштите природних и културних добара

Просторни план подручја посебне намене у Србији доноси Влада Србије (или скупштина аутономне покрајине) на предлог Републичке агенције за просторно планирање. 